# Оберлајхтерсбах
Оберлајхтерсбах (њем. Oberleichtersbach) општина је у њемачкој савезној држави Баварска. Једно је од 26 општинских средишта округа Бад Кисинген. Према процјени из 2010. у општини је живјело 2.051 становника. Посједује регионалну шифру (AGS) 9672138.

## Географски и демографски подаци
Оберлајхтерсбах се налази у савезној држави Баварска у округу Бад Кисинген. Општина се налази на надморској висини од 408 метара. Површина општине износи 27,6 km². У самом мјесту је, према процјени из 2010. године, живјело 2.051 становника. Просјечна густина становништва износи 74 становника/km².